# Ivchenko AI-26

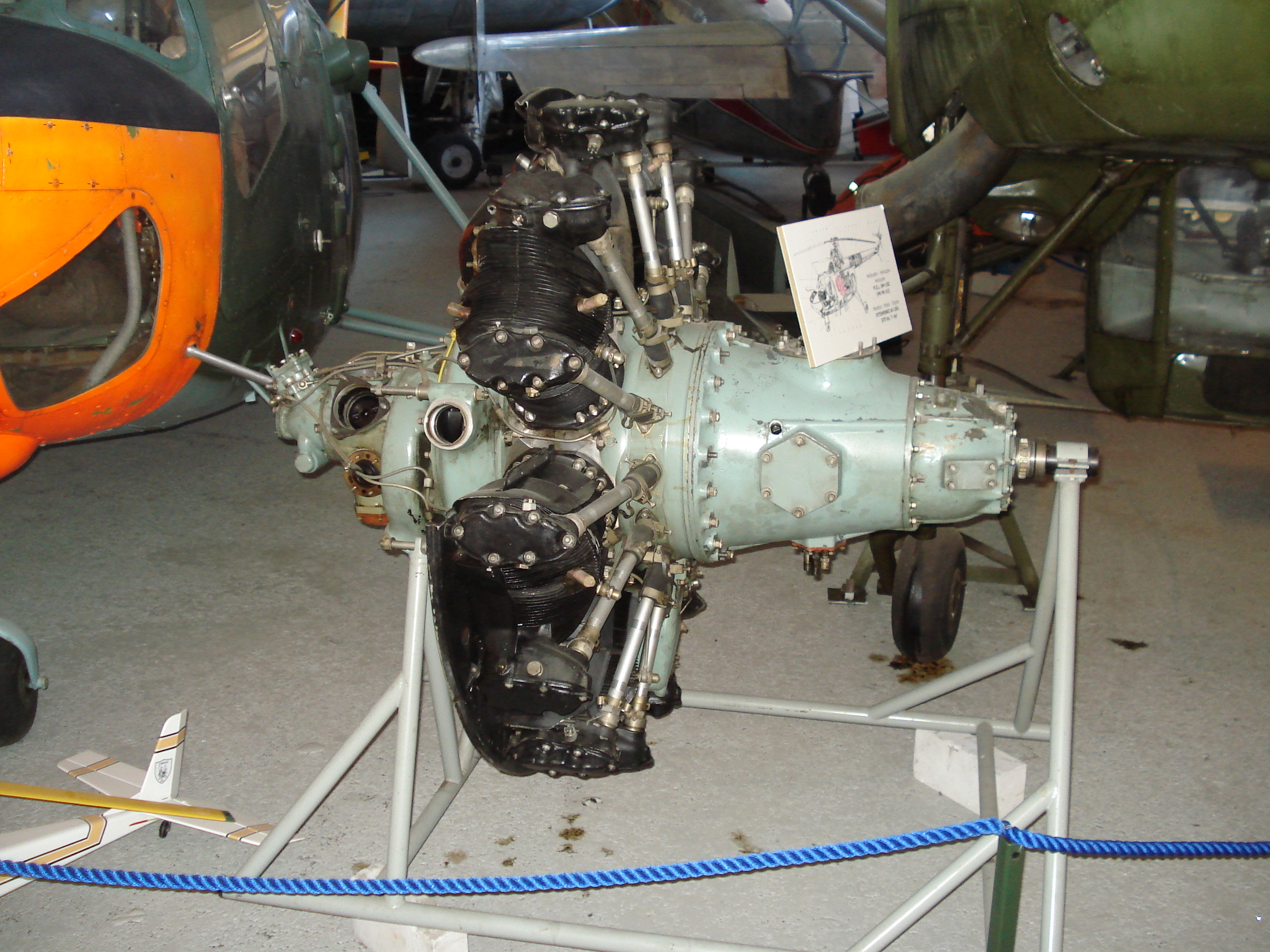

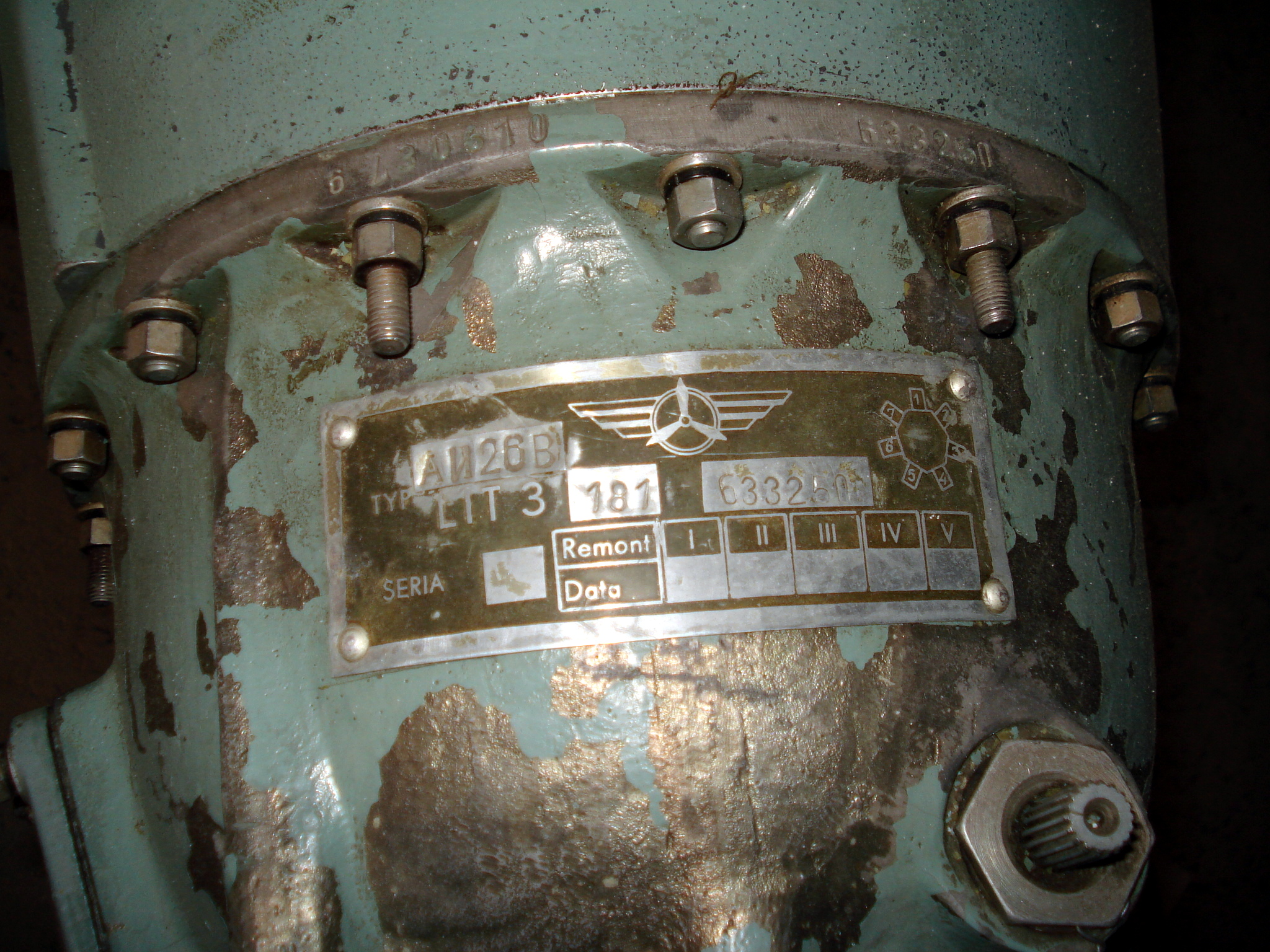
Detalhe da placa do AI-26V (LIT-3) polonês usado para motorizar um helicóptero SM-1 (Mi-1), em exibição no Museu de Aviação Finlandês

O Ivchenko AI-26 é um motor radial de sete cilindros refrigerado à ar usado nos primeiros helicópteros russos e mais tarde em aeronaves utilitárias leves.

## Projeto e Desenvolvimento
O motor AI-26 foi projetado por A.G Ivchenko em 1945 com a designação inicial M-26, sendo mais tarde alterada para AI-26. Da mesma forma que o Shvetsov ASh-21 que é basicamente um banco de cilindros do Shvetsov ASh-82, o AI-26 também foi influenciado pelo ASh-82. O AI-26 manteve o diâmetro, o tempo e a disposição do ASh-21 e incorporou novas características peculiares a seu papel. Essa similaridade permitiu que o AI-26 utilizasse os mesmos gabaritos do ASh-21 e ASh-82, o que reduziu os custos e simplificou a produção. O motor foi proposto como um motor de helicóptero, mas os modelos de testes iniciais não possuíam os equipamentos necessários para facilitar sua utilização neste ramo, como um ventilador de refrigeração auxiliar, caixas de redução e uma embreagem. O sufixo GR significa "Gelikopter", ou helicóptero. Os testes foram concluídos no início de 1946 e em 1947 os testes em helicópteros começaram. No final do ano de 1947 a decisão de produzir em massa o motor foi tomada e a produção começou na fábrica No.478 (Motor Sich), em Zaporizhzhya. Entre 1947 e a década de 1970 cerca de 1.300 AI-26GR's foram produzidos. O modelo AI-26V também foi produzido na Polônia na década de 1960 designados como LiT-3 e posteriormente PZL-3S.

## Aplicações
- Air Tractor AT-401
- Ayres Thrush
- Bratukhin Helicopters
- Mil Mi-1

## Especificações (Ivchenko AI-26GR)
- Motor radial de 7 cilindros refrigerado à ar
- Cilindradas: 20.6 L (1,257 cu in)
- Sistema de Refrigeração: Refrigerado à ar